# علاج الاضطراب ثنائي القطب
ينصب التركيز في علاج الاضطراب ثنائي القطب على التدبير الفعال للمسار طويل الأمد للمرض، والذي يمكن أن يشمل علاج الأعراض الناشئة. تشمل طرق العلاج التقنيات الدوائية والنفسية.
الاضطراب ثنائي القطب هو اضطراب خطير ومنهك للصحة العقلية يؤدي إلى معاناة المرضى من ارتفاعات وانخفاضات شديدة في المزاج، مثل الهوس والاكتئاب الشديد. غالبًا ما يُوصم الاضطراب ثنائي القطب بأنه يسبب سلوكيات «جنونية»، ويغير الدماغ فيسيولوجيًا. يؤثر هذا الاضطراب على الدماغ بطرق مختلفة، مثلًا، في قشرة فص الجبهة، والتي تلعب دورًا كبيرًا في التخطيط والانتباه وحل المشكلات والذاكرة، بالإضافة إلى قرن آمون (الحُصين)، الذي يعد ضروريًا لتخزين الذكريات. تبين أنه لدى المرضى الذين يعانون من الاضطراب ثنائي القطب، يكون حجم المخ والمادتين الرمادية والبيضاء أقل، وكمية السائل الدماغي الشوكي أكبر.

## المبادئ
يشمل العلاج الأساسي للاضطراب ثنائي القطب أدوية تسمى مثبتات المزاج، تستخدم لمنع نوبات الهوس أو الاكتئاب أو السيطرة عليها. توجد أدوية من عدة فئات تملك فعالية مثبتة للمزاج. قد يحتاج العديد من الأفراد إلى مجموعة من الأدوية لتحقيق الهدأة الكاملة للأعراض. نظرًا لأنه يستحيل التنبؤ بالدواء الذي سيعمل بشكل أفضل لدى فرد معين، قد يستغرق الأمر بعضًا من التجربة والخطأ للعثور على أفضل دواء أو مجموعة من الأدوية لمريض معين. يلعب العلاج النفسي أيضًا دورًا في تدبير الاضطراب ثنائي القطب. الهدف من العلاج ليس علاج الاضطراب بل السيطرة على الأعراض ومسار الاضطراب. بشكل عام، يستمر علاج المداومة للاضطراب ثنائي القطب لفترة طويلة بعد السيطرة على الأعراض.
بعد التقييم التشخيصي، يجب على الطبيب المعالج تحديد النظام العلاجي الأمثل من أجل ضمان سلامة المريض. يعد تقييم مخاطر الانتحار أمرًا أساسيًا، إذ أن معدلات الانتحار بين المصابين بالاضطراب ثنائي القطب قد تصل إلى 10-15%. ينبغي النظر في الاستشفاء في حالة المرضى الذين أضعف حكمهم بشكل كبير بسبب مرضهم، والذين لم يستجيبوا للعلاج في العيادات الخارجية؛ قد يلزم القيام بذلك رغم معارضة المريض. يجب إعادة تقييم النظام العلاجي بانتظام للتأكد من أنه مثالي لاحتياجات المريض.

## مثبتات المزاج

### أملاح الليثيوم
استُخدمت أملاح الليثيوم لعدة قرون كخط علاج أولي للاضطراب ثنائي القطب. في العصور القديمة، كان الأطباء يرسلون مرضاهم المصابين بأمراض نفسية للشرب من «ينابيع ألكالي» كعلاج. رغم أنهم لم يكونوا على علم بذلك، كانوا في الواقع يقصدون الليثيوم، والذي كان موجودًا بتركيز عالٍ في مياه تلك الينابيع. يبدو أن التأثير العلاجي لأملاح الليثيوم يرجع بالكامل إلى أيون الليثيوم +Li.
تعد آلية عملها الدقيقة غير مؤكدة، رغم وجود العديد من الاحتمالات مثل تثبيط أحادي فوسفات الإينوزيتول أو تعديل بروتينات جي أو تنظيم التعبير الجيني لعوامل النمو واللدونة العصبية. هناك أدلة قوية على فعاليتها في العلاج الحاد والوقاية من انتكاس حالات الهوس. يمكن أن تكون فعالة أيضًا في الاكتئاب ثنائي القطب، رغم أن الأدلة ليست قوية. تعد أيضًا فعالة في تقليل مخاطر الانتحار لدى المرضى الذين يعانون من اضطرابات المزاج.
تشمل الآثار الجانبية المحتملة لليثيوم اضطرابات هضمية ورعاش وتهدئة وعطش مفرط وكثرة التبول ومشاكل إدراكية وضعف التنسيق الحركي وتساقط الشعر وحب الشباب. قد تكون المستويات المفرطة من الليثيوم ضارة للكلى، وتزيد من مخاطر الآثار الجانبية بشكل عام. نتيجةً لذلك، يجب مراقبة وظائف الكلى ومستويات الليثيوم الدموية لدى المرضى الذين يعالَجون بالليثيوم. تتراوح مستويات الليثيوم العلاجية في البلازما من 0.5 حتى 1.5 ملي مكافئ/لتر، وتكون المستويات المرغوبة في الهوس الحاد 0.8 أو أكثر.

### مضادات الاختلاج
تُستخدم مجموعة من الأدوية المضادة للاختلاج كمثبتات للمزاج، وتعد الآلية المشتبه بها مرتبطة بالنظرية القائلة إن الهوس يمكن أن «يضرم» مزيدًا من الهوس، على غرار نموذج إضرام النوبات. كان حمض الفالبرويك، أو فالبروات، من أوائل مضادات الاختلاج التي اختُبرت للاستخدام في الاضطراب ثنائي القطب. تبين أنه فعال في علاج الهوس الحاد. لم تُثبت تأثيرات حمض الفالبرويك في الوقاية من الهوس ومعالجة الاكتئاب بشكل جيد. يعد حمض الفالبرويك أقل فعالية من الليثيوم في منع نوبات الاكتئاب وعلاجها.
كان كاربامازيبين أول مضاد للاختلاج أُثبتت فعاليته في علاج الهوس ثنائي القطب. لم تُدرس آثاره على نطاق واسع في الاكتئاب ثنائي القطب. يعتبر عمومًا خط علاج ثانٍ نظرًا لآثاره الجانبية. يعتبر لاموتريجين خط العلاج الأول في الاكتئاب ثنائي القطب. يعد فعالًا في منع انتكاس كل من الهوس والاكتئاب، لكنه لم يثبت أنه مفيد في علاج الهوس الحاد.

### مضادات غير نمطية للذهان
تعمل مضادات الذهان بشكل أفضل في مرحلة الهوس من الاضطراب ثنائي القطب. ظهرت مضادات الذهان من الجيل الثاني أو غير النمطية (بما في ذلك أريبيبرازول وأولانزابين وكويتيابين وباليبيريدون وريسبيريدون وزيبراسيدون) كمثبتات مزاج فعالة. والدليل على ذلك حديث إلى حد ما، إذ أشارت الرابطة الأمريكية للطب النفسي في عام 2003 إلى أنه يجب استخدام المضادات غير النمطية للذهان كمساعدات للأدوية الأخرى المضادة للهوس لأن خصائصها المثبتة للمزاج لم تكن مؤكدة. الآلية غير معروفة جيدًا، ولكنها قد تكون مرتبطة بالتأثيرات على نشاط الغلوتامات. أظهرت العديد من الدراسات أن المضادات غير النمطية للذهان تكون فعالة كعامل وحيد وعلاج مساعد. تختلف فعالية مضادات الاكتئاب، والتي قد تُعزى إلى مختلف أشكال الارتباط بالمستقبلات السيروتونينية والدوبامينية. أظهر كل من كويتيابين ومزيج من أولانزابين وفلوكسيتين فعالية في الاكتئاب ثنائي القطب.

### علاجات جديدة
تمت تجربة مجموعة متنوعة من العوامل الأخرى في الاضطراب ثنائي القطب، بما في ذلك البنزوديازيبينات وحاصرات قنوات الكالسيوم و ل-ميثيل فولات وهرمون الغدة الدرقية. اقتُرح استخدام مودافينيل (بروفيجيل) وبراميبيكسول (ميرابيكس) لعلاج الخلل المعرفي المرتبط بالاكتئاب ثنائي القطب، ولكن الأدلة التي تدعم استخدامهما محدودة للغاية. بالإضافة إلى ذلك، تمت دراسة ريلوزول، وهو عقار يؤثر على الغلوتامات يستخدم في التصلب الجانبي الضموري، كعلاج مساعد أو وحيد في الاكتئاب ثنائي القطب، مع نتائج مختلطة وغير متسقة. أظهر معدل مستقبل الإستروجين الانتقائي، تاموكسيفين، فعالية سريعة وقوية في علاج الهوس الحاد لدى مرضى الاضطراب ثنائي القطب. يُحتمل أن يكون هذا التأثير ليس عائدًا إلى خصائصه في تعديل هرمون مستقبل الإستروجين، وإنما تأثيره الثانوي كمثبط لكيناز البروتين سي.

### مضادات الاكتئاب
تُستخدم مضادات الاكتئاب بحذر في الاضطراب ثنائي القطب، لأنها قد لا تكون فعالة وقد تسبب الهوس. بشكل عام، لا تُستخدم بمفردها، ولكن، يمكن اعتبارها عاملًا مساعدًا لليثيوم.
وجدت دراسة حديثة واسعة النطاق أن الاكتئاب الحاد لدى مرضى الاضطراب ثنائي القطب لا يستجيب لمزيج من الأدوية المضادة للاكتئاب ومثبتات المزاج أكثر مما يستجيب لمثبتات المزاج وحدها، وأن استخدام مضادات الاكتئاب لا يزيد من ظهور أعراض الهوس لدى مرضى الاضطراب ثنائي القطب.